# هرقل: الرحلات الأسطورية (مسلسل)
هرقل : الرحلات الأسطورية (بالإنجليزية: Hercules: The Legendary Journeys)‏ مسلسل تلفزيوني أمريكي من نوعية الدراما ، الخيال ، أكشن ، المغامرة ، و القدرات الخارقة . عرض على عدة قنوات تلفزيونية من 16 يناير 1995 إلى 22 نوفمبر 1999 حيث تم تصوير 6 أجزاء بواقع 111 حلقة .

## القصة
تدور أحداث المسلسل حول هرقل نصف بشري ونصف إله الذي يقوم بالعديد من الرحلات برفقة صديقه المقرب ليولوس لمساعدة الناس الضعفاء ضد الناس الأشرار .

## الشخصيات
| الممثل(ة)        | الشخصية   | عدد الحلقات |
| ---------------- | --------- | ----------- |
| كيفن سوربو       | هرقل      | 111         |
| مايكل هورست      | يولاوس    | 79          |
| كيفن سميث        | آريز      | 23          |
| روبرت تريبور     | سالمونيوس | 22          |
| جيفري توماس      | جاسون     | 16          |
| بول نوريل        | فلافل     | 13          |
| بروس كامبل       | أوتوليكوس | 12          |
| ألكسندرا تيدينغز | أفروديت   | 10          |
| ليدي هولوواي     | ألكميني   | 10          |
| تامارا جورسكي    | موريغان   | 9           |

## جوائز المسلسل
| السنة | المهرجان                                  | الجائزة                        | الحاصل عليها       |
| ----- | ----------------------------------------- | ------------------------------ | ------------------ |
| 1997  | مهرجان نيوزيلندا للسينما والتلفزيون       | أفضل ممثل مساند في مسلسل درامي | مايكل هورست        |
| 1997  | مهرجان أسكاب للسينما والتلفزيون والموسيقى | أفضل مقدمة موسيقية             | جوزيف لودوكا       |
| 1998  | مهرجان أسكاب للسينما والتلفزيون والموسيقى | أفضل مقدمة موسيقية             | جوزيف لودوكا       |
| 1998  | مهرجان الشاشة العالمي                     | أفضل صوت في مسلسل تلفزيوني     | ماثيو ووترز وآخرون |
| 1999  | مهرجان الشاشة العالمي                     | أفضل صوت في مسلسل تلفزيوني     | كيلي فاندفر وآخرون |
| 1999  | مهرجان أسكاب للسينما والتلفزيون والموسيقى | أفضل مقدمة موسيقية             | جوزيف لودوكا       |
| 1999  | مهرجان نيوزيلندا للسينما والتلفزيون       | أفضل مخرج لعمل كوميدي          | مايكل هورست        |

## روابط خارجية
- هرقل: الرحلات الأسطورية على موقع IMDb (الإنجليزية)
- هرقل: الرحلات الأسطورية على موقع ميتاكريتيك (الإنجليزية)
- هرقل: الرحلات الأسطورية على موقع الموسوعة البريطانية (الإنجليزية)
- هرقل: الرحلات الأسطورية على موقع روتن توميتوز (الإنجليزية)
- هرقل: الرحلات الأسطورية على موقع كينوبويسك (الروسية)
- هرقل: الرحلات الأسطورية على موقع ألو سيني (الفرنسية)
- هرقل: الرحلات الأسطورية على موقع قاعدة بيانات الفيلم (الإنجليزية)